# کردکندی (شاهین‌دژ)
کردکندی، روستایی از توابع بخش مرکزی شهرستان شاهین‌دژ در استان آذربایجان غربی ایران است که عموم اهالی روستا کرد زبان هستند و به شغل دامداری و کشاورزی مشغول می‌باشند.

## جمعیت
این روستا در دهستان هولاسو قرار دارد و بر اساس سرشماری مرکز آمار ایران در سال ۱۳۸۵، جمعیت آن ۵۸۸ نفر (۱۰۳ خانوار) بوده‌است.